# Акіра-Мару
Акіра-Мару — транспортне судно, яке під час Другої світової війни брало участь у операціях японських збройних сил на Тихому океані.
Малі вантажні судна («морські вантажівки», sea truck), до яких належало «Акіра-Мару», активно використовувались японським командуванням для каботажних перевезень до баз, що були наближені до лінії фронту (невеликі розміри та незначна вантажоємність таких суден зменшували ймовірність того, що їх рух приверне увагу ворожих сил).
4 травня 1944-го «Акіра-Мару» перебувало за сотню кілометрів на схід від Манокварі — важливого японського гарнізону на північно-східному узбережжі півострова Чендравасіх (північно-західне завершення Нової Гвінеї), де було перехоплене американськими кораблями та потоплене артилерійським вогнем (є згадки, що це зробив підводний човен USS Hammerhead, проте він вийшов у перший похід до Тайваню лише 4 червня 1944-го).